# Robert James
Pour les articles homonymes, voir James.
Robert James, né le 23 août 1703 à Kinverston (Staffordshire) et mort le 23 mars 1776 à Londres, est un médecin anglais.

## Biographie
James étudie la médecine à St John's College, Oxford. Après avoir pratiqué à Sheffield, Lichfield et à Birmingham, il s’établit à Londres.
Il est, en son temps, surtout connu comme l’inventeur de la poudre diaphorétique à laquelle il donne son nom.
Il est également connu pour être l’auteur d’A Medicinal Dictionary (3 vol., in-fol., Londres, 1743-5), dans la préparation duquel il est aidé par Samuel Johnson et traduit en français par  Diderot, Busson, Eidous et Toussaint.
On lui doit également une publication posthume intitulée Vindication of the Fever Powder, des traités sur la pratique de la médecine, la rage canine, etc.
Longtemps tenue secrète, la composition de sa poudre s’est avérée se composer d’oxyde d’antimoine et de phosphate de chaux. 

## Sources
- George Ripley, Charles Anderson Dana, The American Cyclopaedia, vol. 9, New-York, Appleton & Co., 1863,  p. 520.